# Klakkafell
Klakkafell är ett berg i republiken Island. Det ligger i regionen Suðurland, 160 km öster om huvudstaden Reykjavík. Toppen på Klakkafell är 997 meter över havet.
Trakten runt Klakkafell är nära nog obefolkad, med mindre än två invånare per kvadratkilometer. Det finns inga samhällen i närheten. Trakten runt Klakkafell består i huvudsak av gräsmarker.